# خلیج شرقی کره
خلیج شرقی کره (انگلیسی: East Korea Bay) خلیجی در کره شمالی است که حاصل پیشروی آب دریای ژاپن‌ است. این خلیج میان استان هامگیونگ جنوبی و استان کانگوون در کره شمالی قرار دارد.